# Chiaki J. Konaka
Chiaki J. Konaka (小中 千昭?, Konaka Chiaki; Tokyo, 4 aprile 1961) è uno sceneggiatore giapponese, che lavora principalmente nel campo degli anime.

## Biografia
I suoi lavori hanno tinte solitamente scure e a tratti introspettivi. È meglio conosciuto per la creazione della serie Serial experiments lain. Nei suoi lavori si possono notare influenze sia dell'archetipo della nuova animazione seriale giapponese, Neon Genesis Evangelion, che dello scrittore H. P. Lovecraft, di cui Konaka è grande appassionato.
Chiaki J. Konaka è un nome davvero inusuale tra i nomi giapponesi, che non includono mai il secondo nome. Lo stesso Konaka si diede la "J." centrale, evocando il suo nome di battesimo cristiano "John", dovuto al fatto che entrambi i suoi genitori erano membri della chiesa anglicana, sebbene Konaka non si identifichi come un cristiano. Egli iniziò a usare la "J." centrale all'età di 12 anni, quando iniziò a produrre film di 8 millimetri; egli si ispirò ai nomi in stile occidentale come, ad esempio, quello di Charles M. Schulz.

## Lavori
- Armitage III: Poly-Matrix
- Astro Boy (rifacimento del 2003)
- Birdy the Mighty
- Bubblegum Crisis Tokyo 2040
- Catnapped!
- Devil Lady
- Digimon Adventure 02
- Digimon Tamers
- Futari Ecchi
- Gakkou ga Kowai! Inuki Kanako Zekkyou Collection
- Hellsing
- Il club della magia!
- Malice@Doll
- Marebito
- Narutaru
- Parasite Dolls
- Princess Tutu
- RahXephon
- Serial Experiments Lain
- Texhnolyze
- The Big O
- Vampire Princess Miyu
- Ultraman Tiga